# French Kiss (singolo)
French Kiss è un brano musicale del DJ statunitense Lil Louis, pubblicato come singolo il 17 luglio 1989 dalle etichette discografiche PolyGram, Epic e Sony.

## Il brano
Il brano, della durata di circa dieci minuti nella sua versione originale e ridotto a quattro nella versione radiofonica, è un brano house solo strumentale caratterizzato dalla presenza all'interno di una voce femminile che ansima per tutta la durata del brano seguendo i bpm del brano, fino a raggiungere l'orgasmo. Per questo motivo, il brano è stato censurato dalla BBC che in Regno Unito ne vietò la trasmissione radiofonica. Nonostante questo, il brano diventò un classico della musica da discoteca di quegli anni e uno standard della musica house, tanto da venir riutilizzato numerose volte come campionamento da diversi artisti.
La canzone è stata scritta e prodotta dal suo interprete, Lil Louis.

## Il singolo
Nonostante la censura, il singolo ottenne un notevole successo anche nelle classifiche pop, raggiungendo il secondo posto della classifica britannica nell'estate del 1989 e scalando le classifiche di diversi paesi europei. Nei Paesi Bassi riuscì a raggiungere la vetta della classifica.

## Tracce
7" Single (FFRR 886 674-7 (PolyGram) / EAN 0042288667476)
7" Single (FFRR F 115 (PolyGram) [uk] / EAN 0042288667469
7" Single (LD 8937-7 [nl] / EAN 5413356393743)
1. French Kiss – 4:09
2. New York – 3:40

CD-Maxi (FFRR / Metronome 886 701-2 (PolyGram) [de] / EAN 0042288670124) (pubblicato a ottobre 1989)
12" Maxi (FFRR 886 675-1 (PolyGram) [au] / EAN 0042288667513) (pubblicato a ottobre 1989)
1. French Kiss – 10:02
2. Wargames – 7:18

12" Maxi (Diamond LL-01 [us])
1. French Kiss – 10:02
2. New York – 3:40
3. Wargames (Remix) – 7:18
4. Jupiter – 5:20

- Extra: 33 1/3 RPM

## Classifiche
| Classifica (1989) | Posizione raggiunta |
| ----------------- | ------------------- |
| Paesi Bassi       | 1                   |
| Regno Unito       | 2                   |
| Svizzera          | 2                   |
| Germania          | 2                   |
| Belgio (Fiandre)  | 3                   |
| Austria           | 4                   |
| Francia           | 5                   |
| Irlanda           | 6                   |
| Svezia            | 16                  |
| Australia         | 35                  |